# Kollerup Gods
Kollerup Gods ligger i Hadbjerg Sogn, Favrskov Kommune, som nævnes første gang i 1219. Umildbart nordøst for den nuværende hovedbygning findes et gammel voldsted, hvor prøveboringer har vist, at der også ved starten af vores tidsregning var en borg på Kollerups jorder.
Den første kendte ejer er Anders Pedersen, der i 1313. I de efterfølgende 300 år kan ses en uafbrudt arvefølge, som ofte gik fra den ene adelsslægt til den anden, eftersom mange af ejerne udelukkende fødte kvinder. Under den nuværende hovedbygning, kan der ses restene af en trefløjet toetagers borg, der blev bygget af herremanden Erik Nielsen Tornekrans i årene 1536-40. Mandrup Parsberg der i en duel huggede næsetippen af Tycho Brahe, blev i 1574 giftet til Kollerup.
I 1655 blev Kollerup solgt for første gang. Køberen var den mand, som senere oprettede Grevskabet Frijsenborg, rentemester Mogens Friis. Senere købte storkansleren, grev Conrad Reventlow til sin uægte søn, Ditlev Revenfeld, som senere var med til at hjælpe sin halvsøster Anna Sophie Reventlow til at flygte fra Clausholm.
Arealet er af mange gange blevet formindsket, da både Hadsten By og flere husmandsteder blev opbygget på godset jorder. Som en kompensation for dette, blev 3-4 gårde lagt ind under godset.
I 2001 overgik jordene under Kollerup Gods fra at fungere som aktivt landbrug, drevet af en forvalter, tidligere borgmester i Favrskov Kommune, Anders G. Christensen, til at være bortforpagtede.
Godset omfatter i dag ca. 276 hektar, fordelt på 170 hektar agerjord, 30 hektar eng, 42 hektar skov, 30 hektar af anden karakter og 4 hektar park/have. Agerjorden er bortforpagtet, og skove, enge og vådområder bidrager til indtæger fra jagt, fiskeri og græsning. Dertil hører der en række ejendomme til Kollerup, der bidrager med indtægter fra udlejningsvirksomhed.
Den nuværende ejer er Pia Monique Selchau-Mark, der overtog Kollerup da hendes mand, Niels Aage Selchau-Mark, døde af en blodprop i 1999.

## Ejere af Kollerup
- 1313 Anders Pedersen
- 1378 Jens Lagesen (Lavesen) Udsen[2]
- 1424 Lange Jensen Udsen (søn)[2]
- 1442 Mads Jensen Munk (vinranke)
- 1485 Lars Lunov
- ca. 1500 Niels Tornekrands
- 1536 Erik Tornekrands
- 1561 Hartvig Juel
- 1574 Manderup Parsberg
- 1625 Thomas Juel
- 1647 Wenzel Rothkirck
- 1655 Mogens Friis
- 1662 Kronen
- 1663-92 Forskellige ejere
- 1692 Ditlev Revenfeld
- 1715 Erik Giørup
- 1746 Erica Cathrine Sommer
- 1754−1763 Christian Friis
- 1763−1787 Christiane Sophie komtesse Frijs gift von Wedel (datter)
- 1787−1799 Elisabeth Sophie komtesse Frijs gift Desmercières (søster)
- 1799−1802 Sophie Magdalene von Gram gift Krag-Juel-Vind (søsters datter)
- 1802−1803 Hans Christian Hansen
- 1803−1812 Anders Sjelle
- 1812−1819 Johannes Dahl
- 1819−1823 Anders Bay
- 1823−1825 Anne Cathrine Thorsten gift Bay
- 1825−1836 Bagge Lihme (svigersøn til Anders Sjelle)
- 1836 Hans Tørsleff
- 1836−1845 Christian Hollesen
- 1845−1948 Hans Tørsleff
- 1848−1889 Andreas Christian Tørsleff (søn)
- 1889−1923 Mathias Juul Hviid
- 1923−1931 Peter Andreas Fabricius Hviid (adoptivsøn)
- 1931 Landhypotekforeningen
- 1931−1953 Harald Mark
- 1953−1999 Niels Aage Selchau-Mark (søn)
- 1999− Pia Monique Selchau-Mark (enke)